# Iran ai Giochi della XXXII Olimpiade
L'Iran ha partecipato ai Giochi della XXXII Olimpiade, che si sono svolti a Tokyo, Giappone, dal 23 luglio all'8 agosto 2021 (inizialmente previsti dal 24 luglio al 9 agosto 2020 ma posticipati per la pandemia di COVID-19) con una delegazione di 65 atleti impegnati in 17 discipline.

## Medaglie

### Medagliere per disciplina
| Sport             | Oro | Argento | Bronzo | Totale |
| ----------------- | --- | ------- | ------ | ------ |
| Lotta             | 1   | 1       | 2      | 4      |
| Tiro a segno/volo | 1   | 0       | 0      | 1      |
| Sollevamento pesi | 0   | 1       | 0      | 1      |
| Karate            | 1   | 0       | 0      | 1      |
| Totale            | 3   | 2       | 2      | 7      |

### Medaglie d'oro
| Medaglia | Nome                 | Sport             | Evento                               |
| -------- | -------------------- | ----------------- | ------------------------------------ |
| Oro      | Javad Foroughi       | Tiro a segno/volo | Pistola 10 m aria compressa maschile |
| Oro      | Sajad Ganjzadeh      | Karate            | +75 kg maschile                      |
| Oro      | Mohammad Reza Geraei | Lotta             | Greco-romana 67 kg                   |

### Medaglie d'argento
| Medaglia | Nome           | Sport             | Evento                |
| -------- | -------------- | ----------------- | --------------------- |
| Argento  | Ali Davoudi    | Sollevamento pesi | +109 kg maschile      |
| Argento  | Hassan Yazdani | Lotta             | Libera 86 kg maschile |

### Medaglie di bronzo
| Medaglia | Nome                 | Sport | Evento                 |
| -------- | -------------------- | ----- | ---------------------- |
| Bronzo   | Mohammad Hadi Saravi | Lotta | Greco-romana 97 kg     |
| Bronzo   | Amir Hossein Zare    | Lotta | Libera 125 kg maschile |

## Delegazione
| Sport             | Uomini | Donne | Totale |
| ----------------- | ------ | ----- | ------ |
| Atletica leggera  | 2      | 1     | 3      |
| Badminton         | -      | 1     | 1      |
| Canoa/Kayak       | 1      | -     | 1      |
| Canottaggio       | -      | 1     | 1      |
| Ciclismo          | 1      | -     | 1      |
| Karate            | 1      | 2     | 3      |
| Lotta             | 11     | -     | 11     |
| Nuoto             | 1      | -     | 1      |
| Pallacanestro     | 12     | -     | 12     |
| Pallavolo         | 12     | -     | 12     |
| Pugilato          | 2      | -     | 2      |
| Scherma           | 4      | -     | 4      |
| Sollevamento pesi | 2      | -     | 2      |
| Taekwondo         | 2      | 1     | 3      |
| Tennistavolo      | 1      | -     | 1      |
| Tiro              | 2      | 4     | 6      |
| Tiro con l'arco   | 1      | -     | 1      |
| Totale            | 55     | 10    | 65     |

## Risultati

### Atletica leggera
Maschile
Eventi su pista e strada
| Atleta         | Evento         | Batteria                                | Batteria                                | Semifinale                              | Semifinale                              | Finale                                  | Finale                                  |
| Atleta         | Evento         | Risultato                               | Posizione                               | Risultato                               | Posizione                               | Risultato                               | Posizione                               |
| -------------- | -------------- | --------------------------------------- | --------------------------------------- | --------------------------------------- | --------------------------------------- | --------------------------------------- | --------------------------------------- |
| Hassan Taftian | 100 m          | 10"19                                   | 4º                                      | Non qualificato                         | Non qualificato                         | Non qualificato                         | Non qualificato                         |
| Mahdi Pirjahan | 400 m ostacoli | Ritirato in quanto positivo al COVID-19 | Ritirato in quanto positivo al COVID-19 | Ritirato in quanto positivo al COVID-19 | Ritirato in quanto positivo al COVID-19 | Ritirato in quanto positivo al COVID-19 | Ritirato in quanto positivo al COVID-19 |

Eventi su campo
| Atleta       | Evento           | Qualificazione | Qualificazione | Finale          | Finale          |
| Atleta       | Evento           | Risultato      | Posizione      | Risultato       | Posizione       |
| ------------ | ---------------- | -------------- | -------------- | --------------- | --------------- |
| Ehsan Hadadi | Lancio del disco | 58,98          | 26º            | Non qualificato | Non qualificato |

Femminile
Eventi su pista e strada
| Atleta          | Evento | Batteria  | Batteria  | Semifinale | Semifinale | Finale          | Finale          |
| Atleta          | Evento | Risultato | Posizione | Risultato  | Posizione  | Risultato       | Posizione       |
| --------------- | ------ | --------- | --------- | ---------- | ---------- | --------------- | --------------- |
| Farzaneh Fasihi | 100 m  | 11"76     | 1ª Q      | 11"79      | 8ª         | Non qualificata | Non qualificata |

### Canoa/kayak

#### Velocità
| Atleta          | Evento             | Batteria | Batteria  | Quarti | Quarti    | Semifinale | Semifinale | Finale          | Finale          |
| Atleta          | Evento             | Tempo    | Posizione | Tempo  | Posizione | Tempo      | Posizione  | Tempo           | Posizione       |
| --------------- | ------------------ | -------- | --------- | ------ | --------- | ---------- | ---------- | --------------- | --------------- |
| Ali Aghamirzaei | K1 1000 m maschile | 3'48"609 | 5ª QF     | Bye    | Bye       | 3'52"834   | 4ª         | Non qualificato | Non qualificato |

### Canottaggio
| FA   | Qualificato in finale A (per le medaglie)     |
| FB   | Qualificato in finale B (non per le medaglie) |
| FC   | Qualificato in finale C (non per le medaglie) |
| FD   | Qualificato in finale D (non per le medaglie) |
| FE   | Qualificato in finale E (non per le medaglie) |
| FF   | Qualificato in finale F (non per le medaglie) |
| SA/B | Semifinali A/B                                |
| SC/D | Semifinali C/D                                |
| SE/F | Semifinali E/F                                |
| QF   | Qualificato ai quarti di finale               |
| R    | Ripescaggio                                   |

| Atleta         | Evento            | Batteria | Batteria | Ripescaggio | Ripescaggio | Quarti  | Quarti  | Semifinale | Semifinale | Finale  | Finale |
| Atleta         | Evento            | Tempo    | Pos.     | Tempo       | Pos.        | Tempo   | Pos.    | Tempo      | Pos.       | Tempo   | Pos.   |
| -------------- | ----------------- | -------- | -------- | ----------- | ----------- | ------- | ------- | ---------- | ---------- | ------- | ------ |
| Nazanin Malaei | Singolo femminile | 7'59"01  | 3ª QF    | Bye         | Bye         | 8'07"32 | 3ª SA/B | 7'45"52    | 4ª FB      | 7'42"57 | 11ª    |

### Ciclismo

#### Ciclismo su strada
| Atleta           | Evento                  | Tempo      | Posizione |
| ---------------- | ----------------------- | ---------- | --------- |
| Saeid Safarzadeh | Corsa in linea maschile | DNF        | DNF       |
| Saeid Safarzadeh | Cronometro maschile     | 1h05'14"62 | 35º       |

### Nuoto
| Atleta        | Evento                  | Batterie | Batterie  | Semifinali      | Semifinali      | Finale          | Finale          |
| Atleta        | Evento                  | Tempo    | Posizione | Tempo           | Posizione       | Tempo           | Posizione       |
| ------------- | ----------------------- | -------- | --------- | --------------- | --------------- | --------------- | --------------- |
| Matin Balsini | 200 m farfalla maschili | 1'59"97  | 33º       | Non qualificato | Non qualificato | Non qualificato | Non qualificato |

### Tiro a segno/volo
Maschile
| Atleta          | Evento                       | Qualificazione | Qualificazione | Finale          | Finale          |
| Atleta          | Evento                       | Punteggio      | Classifica     | Punteggio       | Classifica      |
| --------------- | ---------------------------- | -------------- | -------------- | --------------- | --------------- |
| Javad Foroughi  | Pistola 10 m aria compressa  | 580            | 5º Q           | 244.8           |                 |
| Mahyar Sedaghat | Carabina 50 m 3 posizioni    | 1168           | 20º            | Non qualificato | Non qualificato |
| Mahyar Sedaghat | Carabina 10 m aria compressa | 629.1          | 9º             | Non qualificato | Non qualificato |

Femminile
| Atleta             | Evento                       | Qualificazione | Qualificazione | Finale          | Finale          |
| Atleta             | Evento                       | Punteggio      | Classifica     | Punteggio       | Classifica      |
| ------------------ | ---------------------------- | -------------- | -------------- | --------------- | --------------- |
| Armina Sadeghian   | Carabina 10 m aria compressa | 622.6          | 30ª            | Non qualificata | Non qualificata |
| Fatemeh Karamzadeh | Carabina 10 m aria compressa | 624.9          | 23ª            | Non qualificata | Non qualificata |
| Fatemeh Karamzadeh | Carabina 50 m 3 posizioni    | 1163           | 22ª            | Non qualificata | Non qualificata |
| Najmeh Khedmati    | Carabina 50 m 3 posizioni    | 1165           | 18ª            | Non qualificata | Non qualificata |
| Hanieh Rostamian   | Pistola 10 m aria compressa  | 576            | 10ª            | Non qualificata | Non qualificata |
| Hanieh Rostamian   | Pistola 25 metri             | 577            | 28ª            | Non qualificata | Non qualificata |

Misto
| Atleta                          | Evento                                 | Qualificazione 1 | Qualificazione 1 | Qualificazione 2 | Qualificazione 2 | Finale               | Finale          |
| Atleta                          | Evento                                 | Punteggio        | Classifica       | Punteggio        | Classifica       | Avversario Punteggio | Pos.            |
| ------------------------------- | -------------------------------------- | ---------------- | ---------------- | ---------------- | ---------------- | -------------------- | --------------- |
| Mahyar Sedaghat Najmeh Khedmati | Carabina 10 m aria compressa a squadre | 624.9            | 15ª              | Non qualificata  | Non qualificata  | Non qualificata      | Non qualificata |
| Javad Foroughi Hanieh Rostamian | Pistola 10 m aria compressa a squadre  | 575              | 8ª               | 382              | 5ª               | Non qualificata      | Non qualificata |